# Bucklige Welt
Bucklige Welt [buklige velt], v překladu „Hrb(ol)atý svět“, také zvaný Land der 1000 Hügel („země tisíce kopců“) je krajinný a turistický region v Rakousku v nejjižnější části Dolních Rakous, s drobnými přesahy do Štýrska a Burgenlandu. Nachází se na východním okraji Alp, na ploše asi 900 km² v prostoru mezi městy Gloggnitz, Wiener Neustadt, Mattersburg, Oberpullendorf a Pinkafeld. Nadmořská výška se pohybuje mezi 300 a 1000 metry. Historicky bylo území součástí Pittenského hrabství.
Vrchovina na západě přechází do výše položeného masivu Wechsel, na jihovýchodě na ni navazuje Kőszegské pohoří. Na severu prudce spadá do Vídeňské pánve (oblast Steinfeld) a na jihozápadě mírněji do pahorkatiny štýrského Jogllandu. Většina regionu je odvodňována říčkou Pitten do Litavy, jižní a východní část do Ráby (skrze Pinku, Güns a Rabnici), vše na povodí Dunaje.
Administrativně patří západní část regionu do okresu Neunkirchen a východní do okresu Vídeňské Nové Město. Skrze oblast vede dálnice A2.